# Cheurfa (race bovine)
La cheurfa est une race bovine algérienne.

## Origine
Elle est issue de la brune de l'Atlas, différenciée en cheurfa dans les  wilayas de  Guelma et Annaba.
Elle est en danger de disparition face aux métissages avec des races européennes importées. 

## Aptitudes
Elle produit un peu de lait et un veau par an. Elle est bien adaptée à un élevage extensif en zone de pâturage médiocre. 